# Dyaphorophyia ansorgei
Dyaphorophyia ansorgei är en fågelart i familjen flikögon inom ordningen tättingar. Den betraktas oftast som underart till saffransfliköga (Dyaphorophyia concreta), men urskiljs sedan 2016 som egen art av Birdlife International och IUCN. Den kategoriseras av IUCN som livskraftig.
Fågeln delas in i tre underarter med följande utbredning:
- D. a. graueri – sydöstra Nigeria, södra Kamerun och sydvästra Centralafrikanska republiken söderut till Gabon samt norra och västra Republiken Kongo; dessutom östra Demokratiska republiken Kongo (Ituri söderut till Kivu) österut till närliggande sydvästra Uganda, Rwanda och Burundi; västra Kenya (Kakamegaskogen samt norra och södra Nandiskogen)
- D. a. ansorgei – västra Angola (norra Cuanza Norte söderut till sydöstra Benguela)
- D. a. kungwensis – Mt Kungwe (inklusive Mt Mahale) i västra Tanzania.